# 铬酸锂
铬酸锂是一种无机化合物，化学式为Li2CrO4。

## 制备
铬酸锂可由氢氧化锂和三氧化铬的水溶液反应得到。
4 LiOH + H2Cr2O7 → 2 Li2CrO4 + 3 H2O